# Trigonaspis mendesi
Trigonaspis mendesi är en stekelart som beskrevs av Tavares 1902. Trigonaspis mendesi ingår i släktet Trigonaspis och familjen gallsteklar. Inga underarter finns listade i Catalogue of Life.